# 카리나로
카이나로(이탈리아어: Carinaro)는 이탈리아 캄파니아주 카세르타도에 있는 코무네이다. 나폴리로부터는 북쪽으로 15km 카세르타에선 남서쪽으로 13km 거리에 있다.